# 佩里 (犹他州)
佩里（英文：Perry），是美国犹他州博克斯埃尔德县下属的一座城市。建市于 1853年，面积大约为8.04平方英里（20.8平方公里），海拔约为4,367英尺（1,331米）。根据2010年美国 人口普查，该市有人口4,512人。